# Manuel Aguilar Benítez de Lugo
Manuel Aguilar Benítez de Lugo (nascut a Madrid el 19 de novembre de 1943) és un físic espanyol en el camp de la física de partícules, investigador al CIEMAT i vicepresident de l'Organització Europea per a la Recerca Nuclear (CERN).

## Formació i vida laboral
Es va llicenciar el 1965 i es va doctorar en Ciències Físiques per la Universitat Complutense de Madrid el 1969. És associat a la Junta d'Energia Nuclear-CIEMAT, des de 1965. Ha realitzat diferents estades en centres de física de partícules com el CERN, el Laboratori Nacional de Brookhaven i el Collège de France.
Ha participat en experiments de Física d'Altes Energies amb cambres de bombolles en el Sincrotró de protons (Proton Synchrotron, PS) del CERN, en el Sincrotró de Gradient Alternatiu (AGS) de Laboratori Nacional de Brookhaven (BNL) (1967-1982), en l'Espectròmetre Híbrid Europeu (EHS) del CERN (1980-1990), en el detector L3 de l'anell LEP del CERN (1989-2000), i forma part de l'equip del CIEMAT que participa en la construcció del detector CMS (Solenoide Compacte de Muons) per a l'accelerador LHC del CERN. Des de 1997 dirigeix la participació del CIEMAT a l'Espectròmetre Magnètic Alpha (AMS) per l'Estació Espacial Internacional.

## Càrrecs exercits
Investigador en física de partícules al CIEMAT des de 1972.
- Membre de diversos comitès d'organització de reunions internacionals sobre el tema.
- Fundador el 1973 i organitzador en diverses edicions de l' International Winter Meeting on Fonamental Physics.
- Membre del Particle Data Group des de 1981.
- Delegat espanyol a l' European Committe for Future Accelerators (1983-1986)
- Membre del Comitè del CERN per a experiments del SPS (Super Proton-Synchrotron) (1987-1989)
- Membre de la Comissió Assessora del Programa Nacional de Física d'Altes Energies (1993-1995).
- Promotor i primer President del Grup Especialitzat de Física d'Altes Energies de la Reial Societat Espanyola de Física.
- Membre del Comitè de coordinació sobre Computació en Física d'Altes Energies (1996-2000)
- Membre del High Energy Physics Board de l'European Physical Society des de 1998.
- Assessor de la delegació espanyola en el CERN, des de 1998.
- Director del Programa Nacional de Física d'Altes Energies de la Comissió Interministerial de Ciència i Tecnologia (CICYT) (1996-2000)
- Director del Departament de Fusió i Física de Partícules Elementals del CIEMAT
- Membre del Comitè de revisió externa ANTARES des de 2000.
- Vicepresident del CERN des de l'1 de juliol de 2004.

## Distincions i premis
Nombroses distincions i premis reconeixen la seva àmplia labor investigadora.
- Premi de la Reial Societat Espanyola de Física per a investigadors novells (1973).
- Becari de la Fundació Juan March (1977-78).
- Premi Nacional de l'Acadèmia de Ciències (1980).
- Medalla de la Reial Societat Espanyola de Física (1981)
- Científic de l'any 1986, de Cambio 16.[2]
- Premi de Ciències de la Confederació Espanyola d'Organitzacions Empresarials (CEOE) (1997)
- Acadèmic numerari de la Reial Acadèmia de Ciències Exactes, Físiques i Naturals (2000).[3]

## Publicacions
Ha publicat més de 300 articles en revistes internacionals (Physics Letters, etc), i ha presentat més de cent comunicacions a congressos i reunions científiques. És revisor de Review of Particle Physics i del Particle Physics Booklet (1981-2005). Ha dirigit una dotzena de tesis doctorals i tesines de llicenciatura.